# Сципио, Эйдан
Эйдан Сципио (англ. Aedan Scipio; 3 сентября 1990, Ангилья) — ангильский футболист, нападающий клуба «Роаринг Лайонс» и сборной Ангильи.

## Клубная карьера
В юности Сципио показал себя как талантливый игрок, выиграв соревнования для учеников начальной школы, которое спонсировал Национальный банк Ангильи. По состоянию на 2020 год Сципио выступал за клуб «Роаринг Лайонс» чемпионата Ангильи. В августе 2020 года он был назван лучшим игроком матча в игре против «Докс Юнайтед». В том сезоне его команда выиграла чемпионат страны.

## Карьера в сборной
Сципио в 2006 году представлял юношескую сборную Ангилью во время квалификации чемпионата КОНКАКАФ до 17 лет. 21 марта 2021 года в товарищеском матче он дебютировал главную сборную Ангильи в товарищеском матче против сборной Американских Виргинских Островов. Шесть дней спустя он дебютировал на в проигранном матче против Доминиканской Республике в квалификации чемпионата мира по футболу 2022 года.

## Личная жизнь
Сципио проживает в Лондоне и имеет степень бакалавра Университета Халла.

## Интересные факты
Является обладателем самой длинной причёски в мире среди профессиональных спортсменов, его дреды имеют длину около полутора метров.